# Der Novembermann
Der Novembermann ist ein deutscher Fernsehfilm aus dem Jahre 2007. Regie führte Jobst Oetzmann, in den Hauptrollen spielen Götz George und Burghart Klaußner. Das Drehbuch verfasste Magnus Vattrodt, der bereits das gleichnamige Hörspiel geschrieben hatte, das 2004 im Südwestrundfunk zum ersten Mal gesendet wurde. Auch hierbei führte Jobst Oetzmann Regie.

## Handlung
Seit Jahren fährt Lena, die Frau des evangelischen Pfarrers Hermann Droemer im Ruhrgebiet, im November für einen Monat allein in die Toscana, um eine Freundin zu besuchen. Das glaubt zumindest die Familie. Doch diesmal kommt Lena bei einem Busunfall ums Leben, jedoch nicht in Richtung Toscana, sondern weitab im Norden, in der Nähe von Bremen. Hermann gibt der Tod seiner Frau Rätsel auf, zumal einige Tage später eine Urlaubskarte von ihr aus der Toscana eintrifft. Ein Telefonat mit der Freundin macht endgültig klar, dass die Reisen nach Italien nur vorgetäuscht waren.
Hermann stößt im Nachlass seiner Frau auf einen Schlüssel, einen Ring sowie eine Adresse auf Sylt und macht sich auf die Suche nach der Wahrheit. Er muss feststellen, dass Lena jedes Jahr im November zu einem Liebhaber namens Henry gefahren war. Dieser ist ein ehemaliger Fotograf, der erblindet ist, in einem Haus auf Sylt wohnt und dort Klavierunterricht gibt.
Hermann gibt sich als Klavierschüler aus und lernt Henry als einen kauzigen, skurrilen Mann mit besonderem Esprit und einem unstillbaren Lebenshunger kennen. Dieser wartet ungeduldig auf Lena, denn er weiß nichts von ihrem Unfalltod. Nach seinem Namen befragt, nennt sich Hermann mit Blick auf die Hausgeräte „Bauknecht“, was Henry wegen der durchscheinenden Häuslichkeit und Lebensferne des Pfarrers gut zu passen scheint. Zwischen den beiden Männern entsteht eine ungewöhnliche und ambivalente Beziehung. Obwohl die Wahrheit für Hermann schmerzhaft ist und er eine Wut auf Henry verspürt, lernt er jetzt durch ihn Lena auf eine andere Weise kennen. Er erfährt auch, dass sie ihre Ehe niemals aufgegeben hätte und Henry eben „nur“ ihr „Novembermann“ war. Trotz aller Unterschiede in ihrem Wesen verbindet Hermann und Henry ihre Liebe zu Lena.
Die Tochter von Lena und Hermann Droemer erscheint mit ihrem Kind auf der Insel. Hermann ist zu sehr mit sich beschäftigt, um die von seiner Tochter angedeuteten Eheprobleme wahrzunehmen. Das Warten auf Lena zermürbt Henry inzwischen immer mehr. Hermann seinerseits hat genug erfahren und will die Insel verlassen. Zuvor hinterlegt er den im Nachlass von Lena gefundenen Ring im Briefkasten von Henry und beobachtet noch, wie dieser ihn als vermeintliches Trennungssymbol deutet und innerlich zerbricht.
Als Hermann auf der Rückfahrt durch Zufall von einer Klavierschülerin erfährt, dass der Unterricht abgesagt wurde, kehrt er intuitiv zu Henrys Haus zurück. Er verhindert den befürchteten Suizidversuch und bringt Henry ans Grab von Lena. Dabei erfährt dieser auch, dass „Bauknecht“ der Ehemann von Lena war. Gemeinsam fahren sie mit der Urne, in der sich Lenas Asche befindet, zurück an die Nordsee und streuen die Asche ins Meer.

## Kritik
„Das Drama einer ungewöhnlichen Dreiecksbeziehung, in dessen Verlauf sich zwischen den Männern zunächst Hass und Abneigung, dann aber so etwas wie Sympathie einstellt.“